# Adius, Piero Ciampi e altre storie
Adius, Piero Ciampi e altre storie è un film documentario del 2008 diretto da Ezio Alovisi. Presentato in numerosi festival tra cui la Mostra del cinema di Venezia del 2008 nell'ambito delle Giornate degli Autori.

## Trama
Documentario sulla vita del paroliere e cantautore livornese Piero Ciampi. Compaiono anche  Gino Paoli, Nada, Gianni Marchetti, Francesco Guccini, Carmelo Bene, Ernesto Bassignano, Duilio Del Prete, Fred Buscaglione e Giovanna Marini e la Banda Osiris.